# Брусиловский район
Брусиловский район (укр. Брусилівський район) или на старый, казацкий манер Брусиловская округа — упразднённая административная единица на юго-востоке Житомирской области Украины. Административный центр — посёлок городского типа Брусилов. Как землеуправленческая единица соответствует одной из казацких сотен - исторической Брусиловской сотне Белоцерковского полка Гетманщины т.е. Народной, Казацкой Украины, Державы Гетмана Богдана  17-18 вв. как и множество других районов Народной Украины 20 века, также упразднённых в последние годы (напр. Яготинский район).

## География
Площадь — 600 км².
Основные реки — Здвиж.

## История
Брусиловский район является самым молодым районом в Житомирской области, он образован 4 мая 1990 года. Его создание было обусловлено переселением на территорию современного Брусиловского района жителей преимущественно Народичского района Житомирской области, который более всего пострадал от аварии на Чернобыльской АЭС.
Впервые Брусиловский район был образован 7 марта 1923 года в Белоцерковском округе, 3 июня 1925 перешел в Киевский округ. В состав Житомирской области вошёл 22 сентября 1937 года из Киевской области. В нём было 34 населённых пункта, которые подчинялись 28 сельским Советам. 30 декабря 1962 года Брусиловский район был упразднён, его территория вошла в состав Коростышевского района.
17 июля 2020 года в результате административно-территориальной реформы район вошёл в состав Житомирского района.

## Демография
Ныне в Брусиловском районе проживает около 16,5 тысяч человек, из которых около 6 тысяч, имеют статус пострадавших от аварии на ЧАЭС.

## Экономика
На территории района развита пищевая промышленность, производство строительных материалов и лако-красочной продукции и сельское хозяйство, специализирующееся на растениеводстве и животноводстве. В Брусилове работает цех по переработке льна, оборудованный ООО «Агрофирма Брусилов». Несмотря на то, что сельскохозяйственное производство занимает в районе ведущее место, значительное внимание уделяется развитию перерабатывающей отрасли. В районе работает завод по переработке молока, выпускающий широкий ассортимент продукции: молоко пастеризованное, масло, казеин, ряженку, кефир, сметану, сливки пастеризованые, глазированные сырки. В районе работают 2 цеха по производству колбасных изделий и частное предприятие по производству рыбной продукции. Ведущую роль в пополнении местного бюджета играет торговля. «Брусиловський базар», известный ещё с давних времён своими воскресными ярмарками, на которые съезжаются производители и торговцы из различных регионов Украины, и поныне расположен в том же месте, где и бывший городской рынок во времена Речи Посполитой, а именно на пути «от Кракова до Киева».

## Достопримечательности
Доска почёта, ковбасня

## Известные люди

### В районе родились
- Кармалюк, Павел Петрович  (1907/08—1986) — оперный певец, народный артист СССР (1960).